# Принятие желаемого за действительное

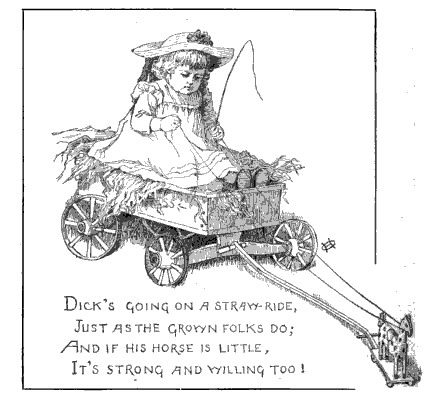
Пример принятия желаемого за действительное.
Иллюстрация из книги Мэри Додж, 1884 г.

Принятие  желаемого за действительное — формирование убеждений и принятие решений с опорой на желаемое, а не действительное.

## Общие сведения
Принятие желаемого за действительное — результат решения конфликта между убеждениями и желаниями. Исследования показали, что при прочих равных условиях, участники экспериментов предполагают положительные последствия событий как более вероятные, чем отрицательные (см. также Эффект Ирвина). Однако, более поздние исследования также содержат свидетельства, что при определённых обстоятельствах, например, когда растёт угроза, возникает обратный эффект.
Некоторые психологи утверждают, что позитивное мышление может положительно влиять на поведение, а следовательно, позволять достичь лучших результатов. Это называется «эффект Пигмалиона».

## Известные примеры
Среди самых известных примеров принятия желаемого за действительное есть такие:
- Американский экономист Ирвинг Фишер сказал: «Цены на акции достигли значений перманентно высокого уровня», — всего за несколько недель до Биржевого краха 1929 года, по которым в США наступила Великая депрессия.
- Администрация Дж. Ф. Кеннеди утверждала, что в случае преимущества кубинских сил повстанцы, поддерживаемые ЦРУ, смогут «избежать уничтожения, растворившись в сельской местности» во время Операции в заливе Свиней[3].
- Библия, в Послании к Евреям (Евр.)[4], определяет веру как «осуществление ожидаемого и уверенность в невидимом»[5]. Тем не менее, рассматривать веру как принятие желаемого за действительное в общем случае неверно: например, согласно Библии, Авраам в результате веры повиновался Богу принести в жертву своего сына Исаака (Евр. 11:17), не зная, что это повеление было испытанием его веры и что Бог оставит Исаака в живых. Таким образом, вера способна принимать за действительное совсем нежелаемое.

## Как заблуждение
В дополнение к тому, что «принятие желаемого за действительное» является когнитивным предубеждением и не слишком хорошим образцом процесса принятия решений, этот эффект также является особым неформальным заблуждением в споре, когда предполагается, что, если очень хочется, чтобы что-то было правдой или неправдой, оно фактически является правдой или неправдой. Это заблуждение имеет форму утверждения: «Я желаю, чтобы P было правдой/неправдой, поэтому P является правдой/неправдой». Принятие желаемого за действительное, если бы такое утверждение было верным, основывалось бы на обращении к эмоциям и было бы отвлекающим маневром.
Принятие желаемого за действительное также может вызвать т. н. слепоту к непредсказуемым последствиям.

## Принятие желаемого за действительное (зрительное восприятие)
Принятие желаемого за действительное (обман зрения) — это феномен, когда внутреннее состояние человека влияет на его визуальное восприятие. Люди имеют тенденцию верить, что они воспринимают мир таким, какой он есть на самом деле, но исследование указывает на другое. На сегодня существует два основных типа принятия желаемого за действительное как зрительное восприятие, основанные на том, где такой обман зрения происходит — в категоризации или в воспроизведении среды.

## История вопроса
Концепция принятия желаемого за действительное была впервые предложена подходом Нового Взгляда в психологии. Этот подход стал популярным в 1950-е с работами Джерома Бруннера и Сесили Гудман. В своем классическом исследовании 1947 года они попросили детей показать их восприятие размера монет путем изменения размера отверстия в деревянном ящике. Каждый ребёнок держал монету в левой руке на той же высоте и расстоянии от отверстия в ящике, а правой давил на кнопку для изменения размера отверстия. Дети были поделены на три группы — две экспериментальные и одну контрольную, по 10 детей в каждой. Контрольную группу попросили оценить размер картонных булыжников величиной с монету вместо самих монет. В среднем, дети в экспериментальных группах переоценили размер монет на 30 %. На втором этапе эксперимента, Бруннер и Гудман разделили детей на группы в зависимости от их экономического статуса. Вновь, и «бедную» и «богатую» группы попросили оценить размер настоящих монет путем изменения диаметра отверстия. Как и ожидалось, обе группы переоценили диаметр монет, но «бедная» группа переоценила диаметр почти на 50 %, что почти на 30 % больше оценки «богатой» группы. Из этих результатов Брунер и Гудман сделали вывод, что бедные дети имели больше желания к владения деньгами, и, следовательно, монеты им казались большими. Эта гипотеза заложила основу психологического подхода Новый Взгляд, который предполагает, что субъективный опыт с речью влияет на её визуальное восприятие. Некоторые психодинамические психологи применили положения Нового Взгляда для объяснения того, как индивиды могут защищать себя от волнующих, неприятных визуальных стимулов. Однако психодинамический взгляд потерял поддержку, поскольку у него отсутствовала надлежащая модель, которая бы включала то, как подсознательное может влиять на восприятие.
Хотя некоторые дальнейшие исследования воспроизвели результаты Бруннера и Гудман, подход Нового Взгляда был в целом отвергнут в начале 1970-х, поскольку эксперименты содержали много методологических ошибок и не принимали во внимание такие факторы, как предубеждение отчитывающегося и контекст, что значительно искажало результат. Новый Взгляд получил возрождение в недавних исследованиях, однако в него были внесены методологические улучшения для исправления прошлых нареканий.

## Основные механизмы

### Познание
Неизвестны конкретные когнитивные механизмы, которые являются основой принятия желаемого за действительное (как в мышлении, так и при зрительном восприятии). Поскольку эти концепции все ещё находятся в стадии развития, продолжается исследование механизмов, создающих этот феномен. Однако, некоторые механизмы уже предложены.
Принятие желаемого за действительное может быть отнесено к трем механизмам: систематическая ошибка внимания, систематическая ошибка интерпретации и систематическая ошибка реакции. Таким образом, принятие желаемого за действительное может возникнуть на трех разных стадиях когнитивной обработки. Во-первых, на самой низкой стадии когнитивной обработки, люди избирательно реагируют на внешние подсказки. Человек может обращать внимание на доказательства, которые поддерживают его желание, и отвергать доказательства, которые им противоречат. Во-вторых, принятие желаемого за действительное может возникнуть в результате выборочной интерпретации подсказок. В этом случае, человек меняет не своё внимание к подсказке, а свою интерпретацию этой подсказки. И в-третьих, принятие желаемого за действительное может возникнуть на высшей стадии когнитивной обработки, когда формируется реакция на подсказку и в неё включается предубеждение.
При зрительном восприятии принятие желаемого за действительное формируется теми самыми механизмами, поскольку включает обработку ситуационных подсказок, включая визуальные. Однако, поскольку при зрительном восприятии происходит предсознательная обработка визуальных подсказок и их ассоциация с желанными последствиями, систематическая ошибка интерпретации и систематическая ошибка реакции не могут применяться, поскольку они происходят на стадии сознательной когнитивной обработки. Следовательно, это явление может объяснить и четвёртый механизм под названием «набор восприятия». Этот механизм предполагает, что ментальные состояния или ассоциации, активированные до того, как объект попадает в поле зрения, скрыто направляют визуальную систему в течение обработки. И следовательно, подсказки хорошо узнаются, когда они связаны с таким ментальным состоянием или ассоциацией.
Некоторые учёные считают, что принятие желаемого за действительное при зрительном восприятии возникает вследствие когнитивной проницаемости, а именно благодаря тому, что когнитивные функции способны напрямую влиять на опыт восприятия вместо влияния на восприятие лишь на высших уровнях его обработки. Другие, которые выступают против когнитивной проницаемости, доказывают, что сенсорные системы работают по модульному принципу с когнитивными состояниями, создавая своё влияние только после того, как стимул был воспринят.

#### Категоризация и обработка
По наблюдениям, феномен принятия желаемого за действительное при зрительном восприятии возникает на ранних стадиях категоризации. Эта тенденция продемонстрирована исследованием с использованием неоднозначных изображений и бинокулярного соперничества. На восприятие влияет обработка как по нисходящему принципу («сверху вниз»), так и по восходящим принципу («снизу вверх»). В визуальной обработке восходящий принцип является очень жестким по сравнению с гибким нисходящим принципом. При восходящей обработке, стимулы распознаются с точками фокусирования, близостью и фокусными участками для построения объектов, а нисходящая обработка больше зависит от контекста. Этот эффект наблюдается при фиксировании установки и при различных эмоциональных состояниях. Традиционные иерархические модели обработки информации описывают раннюю визуальную обработку как улицу с односторонним движением: ранняя визуальная обработка переходит в концептуальную систему, но концептуальная система не влияет на визуальные процессы. На сегодня[когда?] исследования отвергают эту модель и предусматривают, что концептуальная информация может влиять на раннюю визуальную обработку, а не только искажать системы восприятия. Такое влияние получило название концептуального или когнитивного проникновения. Исследования когнитивного проникновения используют стимулы из пары «понятие-категория» и измеряют время реакции для определения, влияет ли категория на визуальную обработку. Эффектом категории является разница между временем реакции например в таких парах, как Bb и Bp. При измерении концептуальной проницаемости использовались одновременные и последовательные суждения о парах. Время реакции росло при росте анахронии появления стимула, подтверждая, что категории влияют на визуальную репрезентацию и концептуальную проницаемость. Исследования с более значимыми стимулами (например, изображения кошек и собак) позволяют большую вариабельность восприятия и анализ типичности стимулов (приводились изображения кошек и собак в разных позах, более или менее характерных). Распознавание заняло больше времени для картинок одной категории (собакаa-собакаb) по сравнению с распознаванием между категориями (собака-кошка), что поддерживает теорию о влиянии знания на категоризацию. Итак, на визуальную обработку, измеренную суждениями о физическом разницу, влияет не-визуальная обработка, что поддерживает теорию концептуального проникновения.

## Дополнительно
- Harvey, Nigel. Wishful thinking impairs belief-desire reasoning: A case of decoupling failure in adults? (англ.) // Cognition : journal. — 1992. — Vol. 45, no. 2. — P. 141—162. — doi:10.1016/0010-0277(92)90027-F. — PMID 1451413.
- Gordon, Ruthanna; Franklin, Nancy; Beck, Jennifer. Wishful thinking and source monitoring (недоступная ссылка — история) (англ.) // Memory & Cognition[англ.] : journal. — 2005. — Vol. 33, no. 3. — P. 418—429. — doi:10.3758/BF03193060.
- Sutherland, Stuart (1994) Irrationality: The Enemy Within Penguin. ISBN 0-14-016726-9 Chapter 9, «Drive and Emotion»